# Parco di Shiba
Il parco di Shiba (芝公園?, Shiba-kōen) è un parco cittadino situato nel quartiere speciale Minato di Tokyo, in Giappone, nei pressi del tempio buddista Zōjō-ji.
Il parco è situato tra gli uffici comunali di Minato e la torre di Tokyo. Molti dei sentieri del parco offrono una vista eccellente della torre di Tokyo, facendo del parco un luogo popolare per gli appuntamenti romantici, apparendo inoltre in molte sequenze di film.
Una parte del parco era in passato la residenza del clan Ōkubo, mentre lo Shiba Palace Garden (Shiba Onshi-kōen) sito del vecchio Palazzo indipendente di Shiba, è diventato di proprietà del Comune ed è aperto al pubblico. I giardini Arisugawa sono stati acquistati dall'Agenzia della Casa imperiale nel 1875. Il terreno è stato poi destinato all'uso e al godimento del pubblico.

## Voci correlate

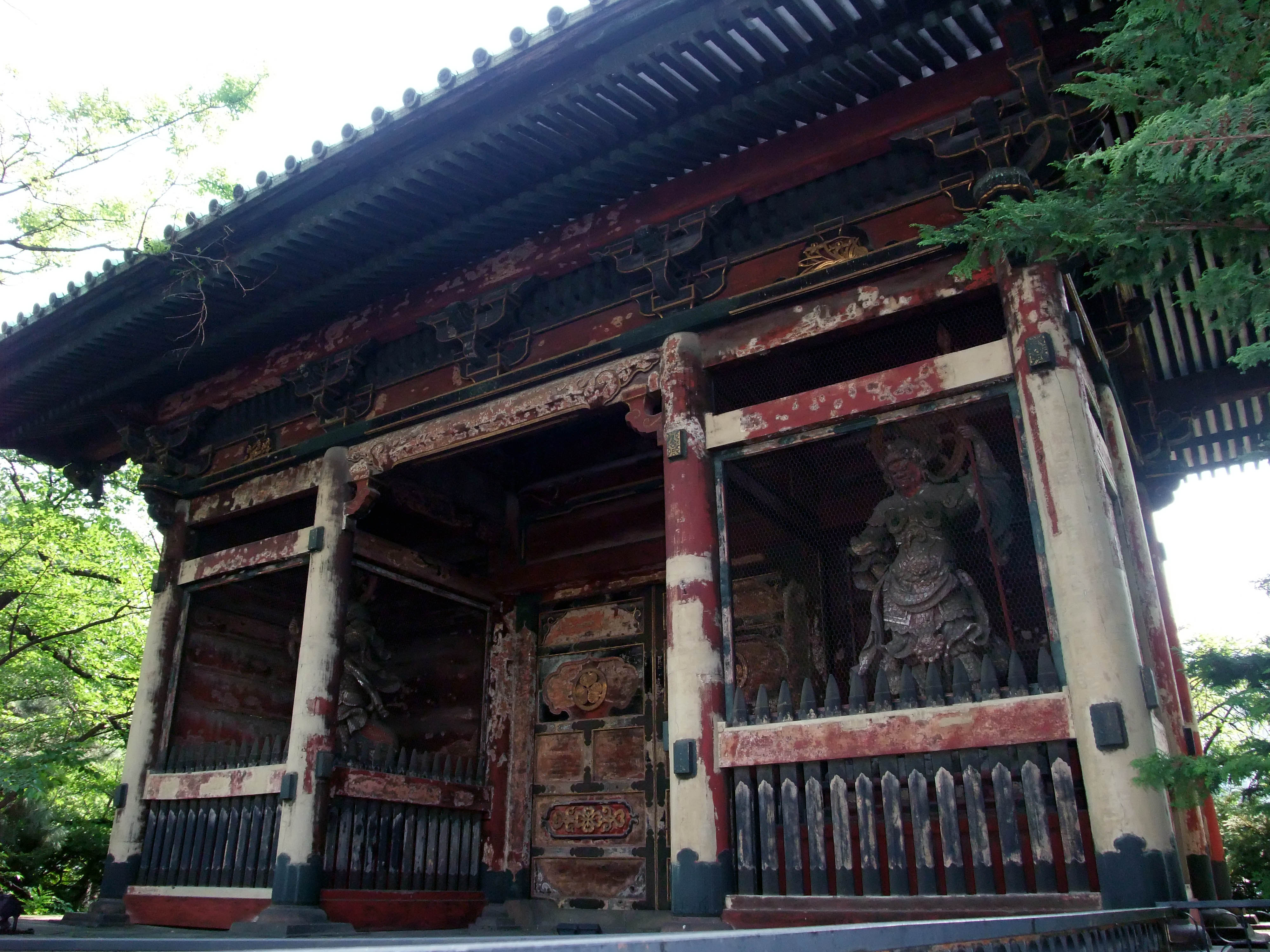
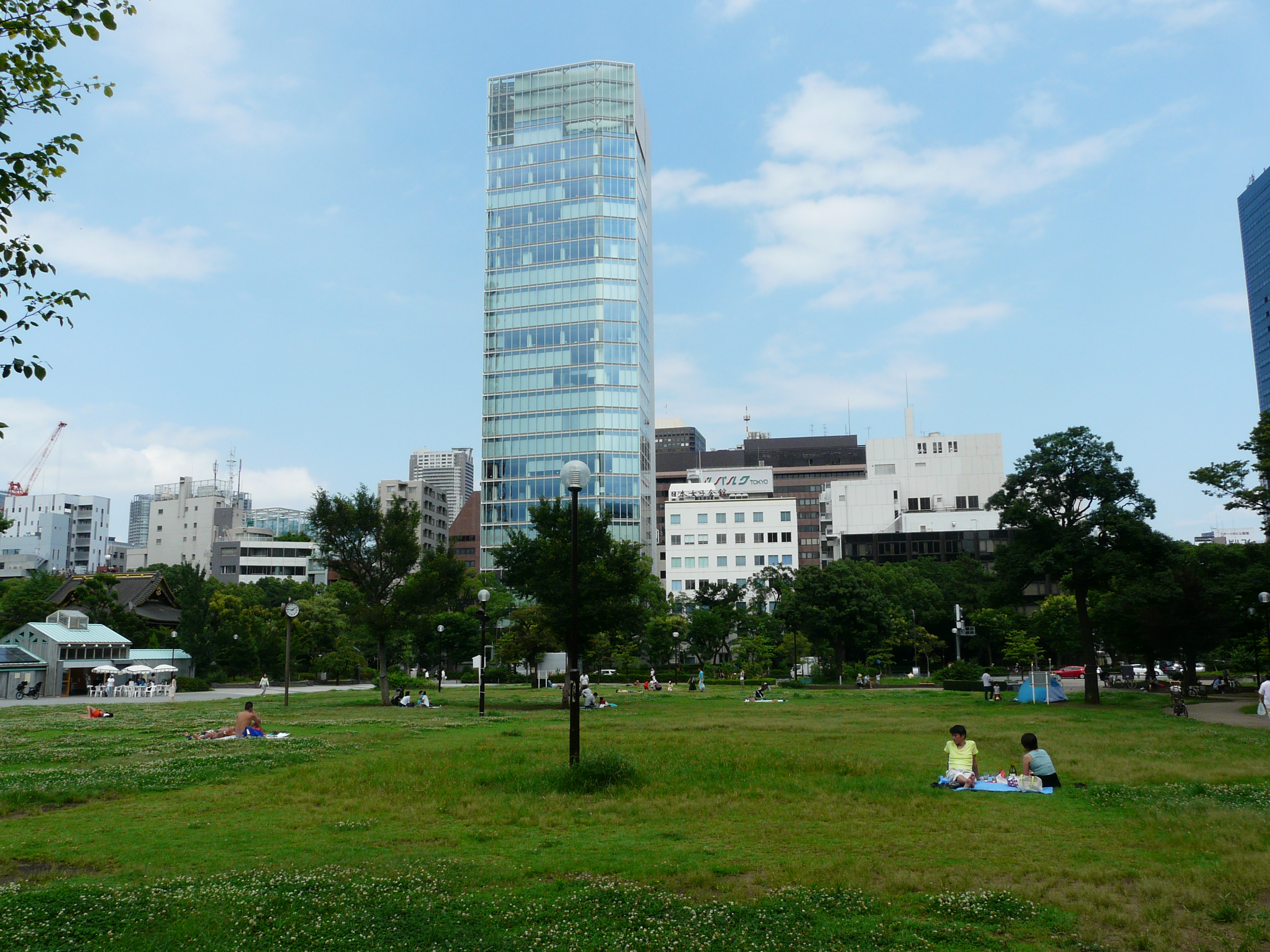
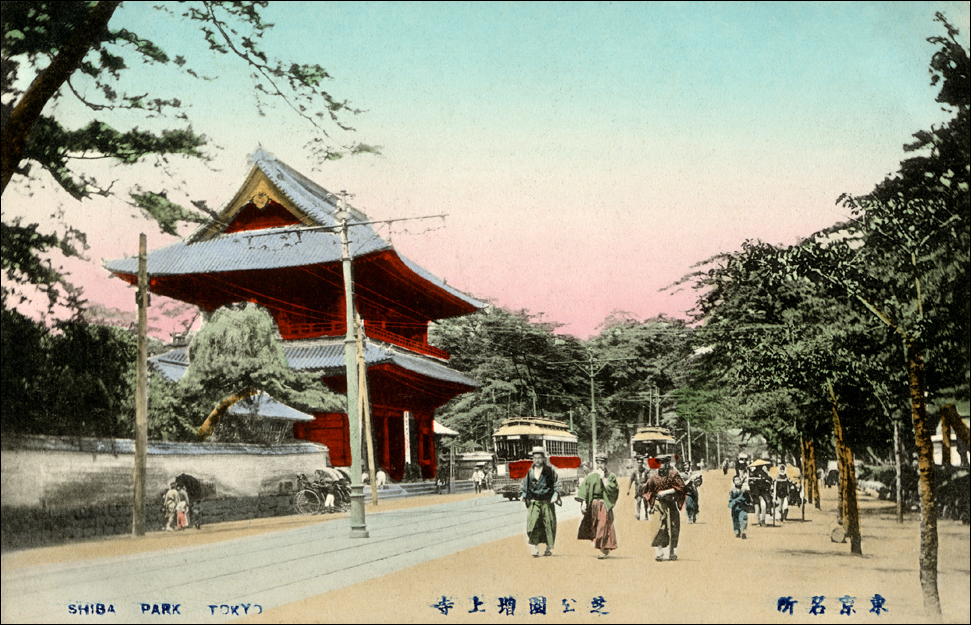
1920
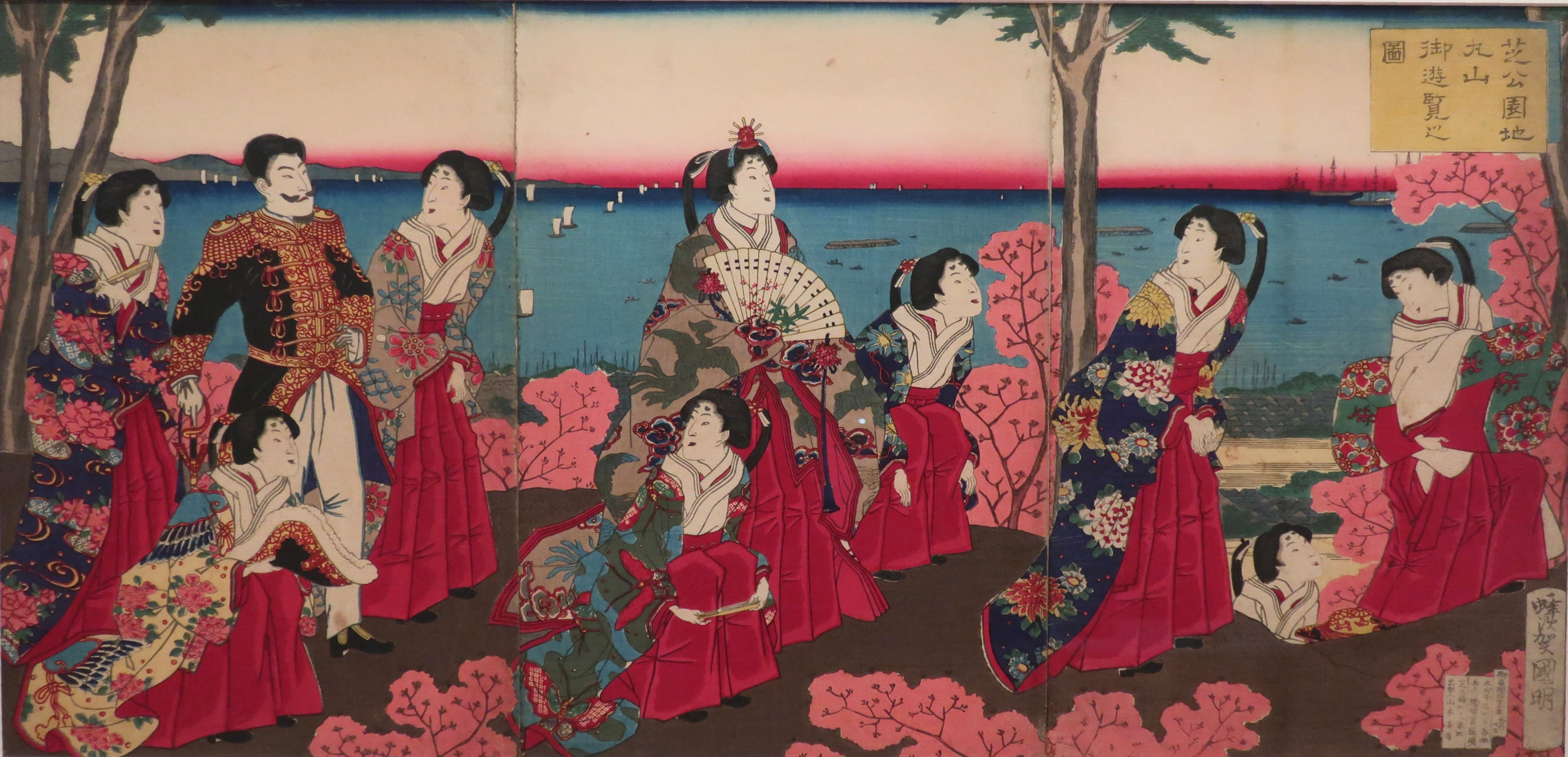
Utagawa Kuniaki II